# Ґелавдевос
Ґелавдевос — імператор (негус) Ефіопії з Соломонової династії.

## Життєпис
Був молодшим сином імператора Девіта II та його дружини Себле-Уонгель. Вступив на престол 3 вересня 1540 року. Його правління, особливо початок, позначилось боротьбою з султаном мусульманської держави Адал, Ахмедом ібн Ібрагімом аль-Газі, який захопив більшу частину Ефіопії. Ґелавдевос зумів, за допомоги португальських військ, розгромити армію султана 21 лютого 1543 року. У тій вирішальній битві загинув і противник Ґелавдевоса, Ахмед ібн Ібрагім аль-Газі.
Ґелавдевос витратив багато коштів та енергії, щоб об'єднати навколо себе ефіопський народ і повести його проти мусульманської навали. Завдяки твердій волі імператора ісламізація країни, що її проводив Ахмед, не мала в Ефіопії міцного коріння. Після смерті султана ефіопські війська не лише зуміли вигнати загарбників, що лишились без керівника, з території Ефіопського нагір'я, але й зайняли провінцію Бале.
Пізніше, коли почалась боротьба імператора у Годжамі з народом агау, на територію Ефіопії знову вторглись кочівники-мусульмани під проводом Нур ібн Муджахіда. У відповідь Ґелавдевос завоював Харер. При цьому там було вбито останнього представника династії Валашма, султанів Адалу, Баракат ібн Умар Діна.
За часів правління Ґелавдевоса в Ефіопії активізували свою діяльність єзуїти, що намагались навернути населення країни у католицтво. Як відповідь на їхні аргументи імператор написав твір «Вірую», в якому відстоював інтереси монофізитської Ефіопської церкви.
За часів його правління, 1557 року, турки захопили Массаву, порт на узбережжі Червоного моря, яким активно користувалась Ефіопія. У зв'язку з цим сильно ускладнились її відносини із зовнішнім світом. Посли та місіонери з Європи були змушені подорожувати до Ефіопії переодягненими, остерігаючись переслідувань з боку ворожих мусульман. Турецька влада також заборонила провозити до Ефіопії вогнепальну зброю.
Ґелавдевос загинув, відбиваючи новий набіг мусульман-кочівників під проводом Нур ібн Муджахіда.